# 成都地铁8号线
成都地铁8号线是位于四川省成都市，隶属于成都地铁的一条东北-西南走向的地铁线，线路代表色为黄绿色，一期工程于2020年12月18日开通运营，二期工程于2024年12月19日开通运营。

## 线路概要
8号线一期工程全长28.8km，均为地下线，共设车站25座，其中换乘站14座。线路北起于十里店站，向西南方向串联理工大学、杉板桥、万年场、东大路、东光、东湖、倪家桥、玉林和神仙树等居住集中片区后，下穿永丰立交向西南方向延伸至双流的西航港、大学园片区及临空经济区，止于莲花站。地铁采用A型车，初期、近期、远期采用6辆编组。设元华车辆段，与5号线、9号线共址。于2017年开工建设，2020年12月18日开通运营。
8号线二期工程全长约7.81km，均为地下线，共设车站7座，其中换乘站2座，分为西南延段与东北延段。西南延段为龙港站（含）至莲花站（不含），线路主要途经西航港大道，设车站1座；东北延段为十里店站（不含）至桂龙路站（含），线路主要途经成华大道、成金快速路、龙潭寺片区，设车站6座。设主变电所1座，设龙潭寺停车场，控制中心位于崔家店控制中心，计划工期4年。于2020年5月18日开工建设，2024年12月19日开通运营。

## 大事记
- 2011年
  - 1月，成都地铁官方网站公布《成都市城市快速轨道交通建设规划（2012～2020）环境影响报告书》，其中介绍“8号线是一条东北至西南向的预留控制线，全长36.1公里，共设27座车站。北起龙潭街道，向西南方向串联十里店、万年场、倪家桥等居住集中片区后，下穿永丰立交，与地铁5号线设换乘站，并向西南方向延伸至双流大学园片区及临空经济区。线路采用地铁B型车，最高运行速度为80公里，远期高峰小时最大行车密度不小于30对/小时，最小行车间隔不小于2分钟，采用6节编组的列车编组形式。”[5][6]
- 2014年
  - 9月，成都地铁公司发布地铁8号线“永丰北站～光华工业小区站”四站三区间线站位方案研究比选公告，其中提到“由于神仙树片区规划市政立交群与规划地铁8号线沿高新大道敷设段位于同一廊道，两工程存在相互影响。经市规划局协调，地铁8号线由原规划沿高朋大道路中敷设向东调整至沿高朋大道东侧绿化带内进行敷设。涉及线路全长约3.2公里，车站4座（2个换乘站）。”
  - 12月，成都地铁公司发布地铁8号线及市域快线9号线控制线规划项目和预可行性研究项目比选公告。[6]
- 2016年
  - 1月26日，成都地铁官网发布了《成都市轨道交通8号线一期工程环境影响评价第一次公示》和《成都市轨道交通8号线一期工程项目社会稳定风险分析公示》，其中提到“线路全长28.7km，共设车站22座，均为地下站，其中换乘站10座。设元华车辆段1座，设主变电所2座，控制中心位于崔家店。拟于2020年建成通车。”[7]
  - 7月7日，成都地铁公司发布《成都轨道交通8号线一期工程环境影响评价第二次信息公告》，透露成都地铁8号线一期工程可行性研究中拟新增两座车站，分别为南三环高新站、跳蹬河站。[8][9]
  - 7月11日，8号线一期工程随《成都市城市轨道交通第三期建设规划（2016～2020年）》获中国国家发改委批复，内容为“8号线一期工程自长城路至十里店站，线路长27.4公里，设站22座，投资218.63亿元，规划建设期为2016～2020年。”。
  - 9月1日至3日，广州地铁设计研究院主持召开《成都轨道交通8号线一期工程可行性研究报告》评估会，可研报告通过专家评审。[10][11]
  - 10月9日，四川省环境保护厅受理8月编制的《成都轨道交通8号线一期工程环境影响报告书（公示本）》，其中8号线机场快速路站至三环路南高新站区间线位为在太平寺与9号线换乘、沿太平寺片区衔接三环的方案。
  - 10月13日，成都市规划局官网公布3条轨道交通站位规划调整方案，涉及8号线、9号线、10号线部分站点的调整。其中8号线一期工程起点由长城路站向南延伸一站至谢家桥站，将东大路站至电力医院站区间线位由沙河西岸改移至二环路东三段，相应设置双桥路站（与4号线换乘）、成华大道口站，并增设1座车站跳蹬河站。[12][13]
  - 10月18日，成都地铁公司答复公众来信时称，在8号线深化设计过程中，考虑到方案的可行性及建设时序，沿太平寺片区衔接三环的方案调整至沿创业路敷设的方案。[14]
  - 12月21日，四川省环境保护厅批复《成都轨道交通8号线一期工程环境影响报告书》，其中提到“8号线一期工程南起谢家桥站，止于成华大道，全线长28.8公里，共设车站24座，换乘站10座，设元华车辆段1座。工程制式为普通轮轨、A型车系统，列车最高设计运行速度80公里/小时，采用6辆编组。”[15]
  - 12月29日，四川省发改委下达了《关于成都轨道交通8号线一期工程可行性研究报告的批复》，正式批复同意建设成都轨道交通8号线一期工程[16]。
  - 12月31日，8号线一期工程开工建设。其中施工方案机场快速路站至三环路南高新站区间线位有所变动，改为在益新大道站换乘与9号线换乘的方案，车站数量增加1座至25座。具体变动为调整机场快速路站位置、取消太平寺站并增加益新大道站、取消光华工业小区站并增加石羊客运站和科创路站、调整三环南高新站位置。[17]
- 2017年
  - 6月1日，成都市民政局公布8号线一期工程车站名称；[18]
  - 7月17日，成都地铁官网就成都轨道交通8号线一期工程进行补充环评公示，其中提到“由于机场快速路站至三环路南高新站区段线路经过太平寺机场‘禁区’，太平寺路段线路进行了调整。线路全长增加0.3公里至29.1公里，车站增加1座。”[19]
  - 9月11日，8号线一期工程首台盾构——文星站至川大江安校区站区间右线盾构机，在川大江安校区站也开始下井；
  - 10月23日，成都轨道交通集团发布成都轨道交通8号线一期工程环境影响评价（重新报批本）信息公告，其中提到“8号线一期工程南起谢家桥站，北至十里店站。线路全长29.1公里，均为地下线，共设车站25座，均为地下站，设元华车辆段1座，设元华主变电站1座和沙河桥站二级开闭所1座，采用6辆A型车编组，车辆最高运行速度为80公里，计划施工期4年。”[20]
  - 12月1日，8号线一期工程东郊记忆站主体结构顺利封顶，成为全线25个车站中首个完成封顶的车站[21]；
- 2018年
  - 4月27日，8号线一期工程文星站至川大江安校区站区间右线盾构机在文星站安全出洞，成为全线首个顺利贯通的区间[22]。
- 2019年
  - 4月28日，8号线首列6节A型列车运抵成都中车长客新津车辆基地。
  - 8月21日，8号线二期工程随《成都市城市轨道交通第四期建设规划（2019-2024年）》获中国国家发改委批复。
  - 10月7日，8号线一期工程全线25个车站全部封顶，全线洞通， 18个车站及元华车辆段机电进场施工，正在进行铺轨、机电安装及装修施工。
- 2020年
  - 4月8日，8号线一期工程南段8站8区间35kV环网电通。
  - 4月10日，8号线一期工程全线“短轨通”。
  - 5月15日，成都地铁8号线一期工程最后一节短轨焊接完毕，全线“长轨通”。[23]
  - 5月18日，8号线二期工程开工。
  - 7月1日，8号线一期工程全线完成“热滑”。
  - 9月16日，成都市民政局公示8号线二期工程车站命名，征求意见。[24]
  - 11月30日，成都市民政局公布8号线二期工程车站标准名称。[25]
  - 12月18日上午10:00，成都地铁8号线一期工程正式开通初期运营[26]。
- 2021年
  - 5月25日凌晨，珠江路至顺风上行區間隧道因遭雙流區市政施工擊破導致拱頂結構嚴重受損，自当日頭班車起川大望江校区至石羊列車服務受阻[27]，并于下午4時32分列車服務恢復正常[28]。
- 2023年
  - 1月13日，8号线二期工程实现全部车站封顶。
  - 3月1日，8号线二期工程实现洞通。
  - 5月30日，8号线二期工程实现全线“短轨通”。[29]
- 2024年
  - 11月27日，8号线二期工程车站亮相。[30]
  - 12月6日，8号线二期工程通过初期运营前安全评估。[31]
  - 12月19日上午9时30分，8号线二期工程开通运营。[4][32]

## 车站
成都地铁8号线一期有车站25座，二期有车站7座，九兴大道站至高朋大道站的站间距为606米，是成都地铁线网中最短的：
| 成都地铁8号线车站列表 |          |              |                                     |                |                 |                 |          |          |                        |          |                     |
| 工程                  | 车站编号 | 车站名称     | 英文名称                            | 开通日期       | 站间距离 （km） | 累计距离 （km） | 车站类型 | 车站类型 | 换乘线路               | 艺术主题 | 所在地              |
| 工程                  | 车站编号 | 车站名称     | 英文名称                            | 开通日期       | 站间距离 （km） | 累计距离 （km） | 位置     | 站台     | 换乘线路               | 艺术主题 | 所在地              |
| 二期                  | 0801     | 桂龙路       | Guilong Road                        | 2024年12月19日 | -               | 0               | 地下     | 岛式站台 |                        | 长号     | 成华区              |
| 二期                  | 0802     | 桂林         | Guilin                              | 2024年12月19日 | 0.957           | 0.957           | 地下     | 岛式站台 |                        | 萨克斯   | 成华区              |
| 二期                  | 0803     | 同乐         | Tongle                              | 2024年12月19日 | 1.173           | 2.130           | 地下     | 岛式站台 |                        | 架子鼓   | 成华区              |
| 二期                  | 0804     | 龙潭寺       | Longtan Temple                      | 2024年12月19日 | 1.105           | 3.235           | 地下     | 岛式站台 |                        | 手风琴   | 成华区              |
| 二期                  | 0805     | 龙潭立交     | Longtan Flyover                     | 2024年12月19日 | 1.186           | 4.421           | 地下     | 岛式站台 |                        | 曼陀铃   | 成华区              |
| 二期                  | 0806     | 圣灯公园     | Shengdeng Park                      | 2024年12月19日 | 0.950           | 5.371           | 地下     | 岛式站台 | 17号线（站外换乘）     | 电吉他   | 成华区              |
| 一期                  | 0807     | 十里店       | Shilidian                           | 2020年12月18日 | 0.780           | 6.151           | 地下     | 岛式站台 |                        | 箫       | 成华区              |
| 一期                  | 08       | 理工大学     | Chengdu University of Technology    | 2020年12月18日 | 0.832           | 6.983           | 地下     | 岛式站台 | 7号线 0727             | 蜀地绝响 | 成华区              |
| 一期                  | 0809     | 东郊记忆     | Dongjiao Memory                     | 2020年12月18日 | 1.041           | 8.024           | 地下     | 岛式站台 |                        | 工业新音 | 成华区              |
| 一期                  | 0810     | 杉板桥       | Shabanqiao                          | 2020年12月18日 | 1.053           | 9.077           | 地下     | 岛式站台 |                        | 二胡     | 成华区              |
| 一期                  | 0811     | 万年路       | Wannian Road                        | 2020年12月18日 | 1.221           | 10.298          | 地下     | 岛式站台 |                        | 琵琶     | 成华区              |
| 一期                  | 0812     | 双桥路       | Shuangqiao Road                     | 2020年12月18日 | 1.004           | 11.302          | 地下     | 岛式站台 | 4号线 0408             | 琴       | 成华区              |
| 一期                  | 0813     | 东大路       | Dongdalu Road                       | 2020年12月18日 | 1.564           | 12.866          | 地下     | 岛式站台 | 2号线 0213             | 钟       | 锦江区              |
| 一期                  | 0814     | 净居寺       | Jingjusi                            | 2020年12月18日 | 1.493           | 14.359          | 地下     | 岛式站台 | 13号线                 | 瑟       | 锦江区              |
| 一期                  | 0815     | 东光         | Dongguang                           | 2020年12月18日 | 0.762           | 15.121          | 地下     | 岛式站台 | 6号线 0630             | 埙       | 锦江区              |
| 一期                  | 0816     | 东湖公园     | Donghu Park                         | 2020年12月18日 | 0.954           | 16.075          | 地下     | 岛式站台 |                        | 鼓       | 锦江区              |
| 一期                  | 0817     | 川大望江校区 | Sichuan University Wangjiang Campus | 2020年12月18日 | 1.416           | 17.491          | 地下     | 岛式站台 |                        | 人文百年 | 武侯区              |
| 一期                  | 0818     | 倪家桥       | Nijiaqiao                           | 2020年12月18日 | 0.964           | 18.455          | 地下     | 岛式站台 | 1号线 0111 18号线 1804 | 竹笛     | 武侯区              |
| 一期                  | 0819     | 芳草街       | Fangcao Street                      | 2020年12月18日 | 1.248           | 19.703          | 地下     | 岛式站台 |                        | 玉林百态 | 武侯区 （高新南区） |
| 一期                  | 0820     | 永丰         | Yongfeng                            | 2020年12月18日 | 0.625           | 20.328          | 地下     | 岛式站台 |                        | 笙       | 武侯区 （高新南区） |
| 一期                  | 0821     | 九兴大道     | Jiuxing Avenue                      | 2020年12月18日 | 1.224           | 21.552          | 地下     | 岛式站台 | 5号线 0526             | 竖琴     | 武侯区 （高新南区） |
| 一期                  | 0822     | 高朋大道     | Gaopeng Avenue                      | 2020年12月18日 | 0.606           | 22.158          | 地下     | 岛式站台 | 7号线 0714             | 三角铁   | 武侯区 （高新南区） |
| 一期                  | 0823     | 殷家林       | Yinjialin                           | 2020年12月18日 | 1.288           | 23.446          | 地下     | 岛式站台 |                        | 木琴     | 武侯区 （高新南区） |
| 一期                  | 0824     | 庆安         | Qing'an                             | 2020年12月18日 | 0.841           | 24.287          | 地下     | 岛式站台 |                        | 铃鼓     | 武侯区 （高新南区） |
| 一期                  | 0825     | 石羊         | Shiyang                             | 2020年12月18日 | 1.513           | 25.800          | 地下     | 岛式站台 | 30号线（站外换乘）     | 镲       | 武侯区 （高新南区） |
| 一期                  | 0826     | 三元         | Sanyuan                             | 2020年12月18日 | 0.645           | 26.445          | 地下     | 岛式站台 | 9号线 0905             | 小号     | 武侯区 （高新南区） |
| 一期                  | 0827     | 顺风         | Shunfeng                            | 2020年12月18日 | 1.605           | 28.050          | 地下     | 岛式站台 |                        | 圆号     | 双流区              |
| 一期                  | 0828     | 珠江路       | Zhujiang Road                       | 2020年12月18日 | 1.438           | 29.488          | 地下     | 岛式站台 | 30号线                 | 钢琴     | 双流区              |
| 一期                  | 0829     | 川大江安校区 | Sichuan University Jiang'an Campus  | 2020年12月18日 | 1.569           | 31.057          | 地下     | 岛式站台 |                        | 风华正茂 | 双流区              |
| 一期                  | 0830     | 文星         | Wenxing                             | 2020年12月18日 | 1.697           | 32.754          | 地下     | 側式站台 |                        | 小提琴   | 双流区              |
| 一期                  | 0831     | 莲花         | Lianhua                             | 2020年12月18日 | 1.320           | 34.074          | 地下     | 岛式站台 |                        | 双簧管   | 双流区              |
| 二期                  | 0832     | 龙港         | Longgang                            | 2024年12月19日 | 1.250           | 35.324          | 地下     | 侧式站台 | 19号线 1910            |          | 双流区              |

1. ↑  原设计为島式站台+側式站台，下行方向的島式站台因雙流機場2航站樓站方向支綫計劃变更为30号线而改造為側式月台。

### 车站装修

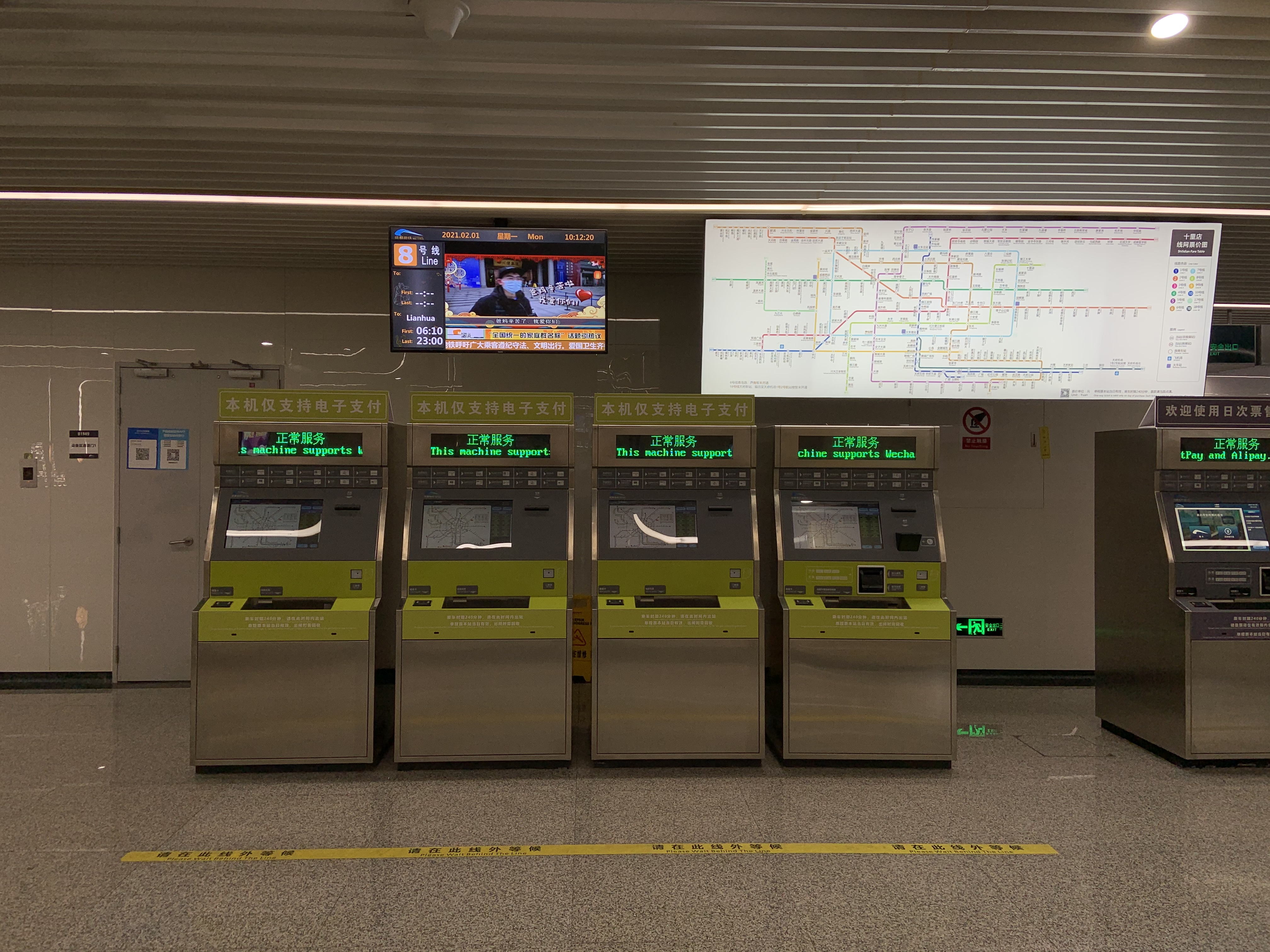
8号线主题色TVM

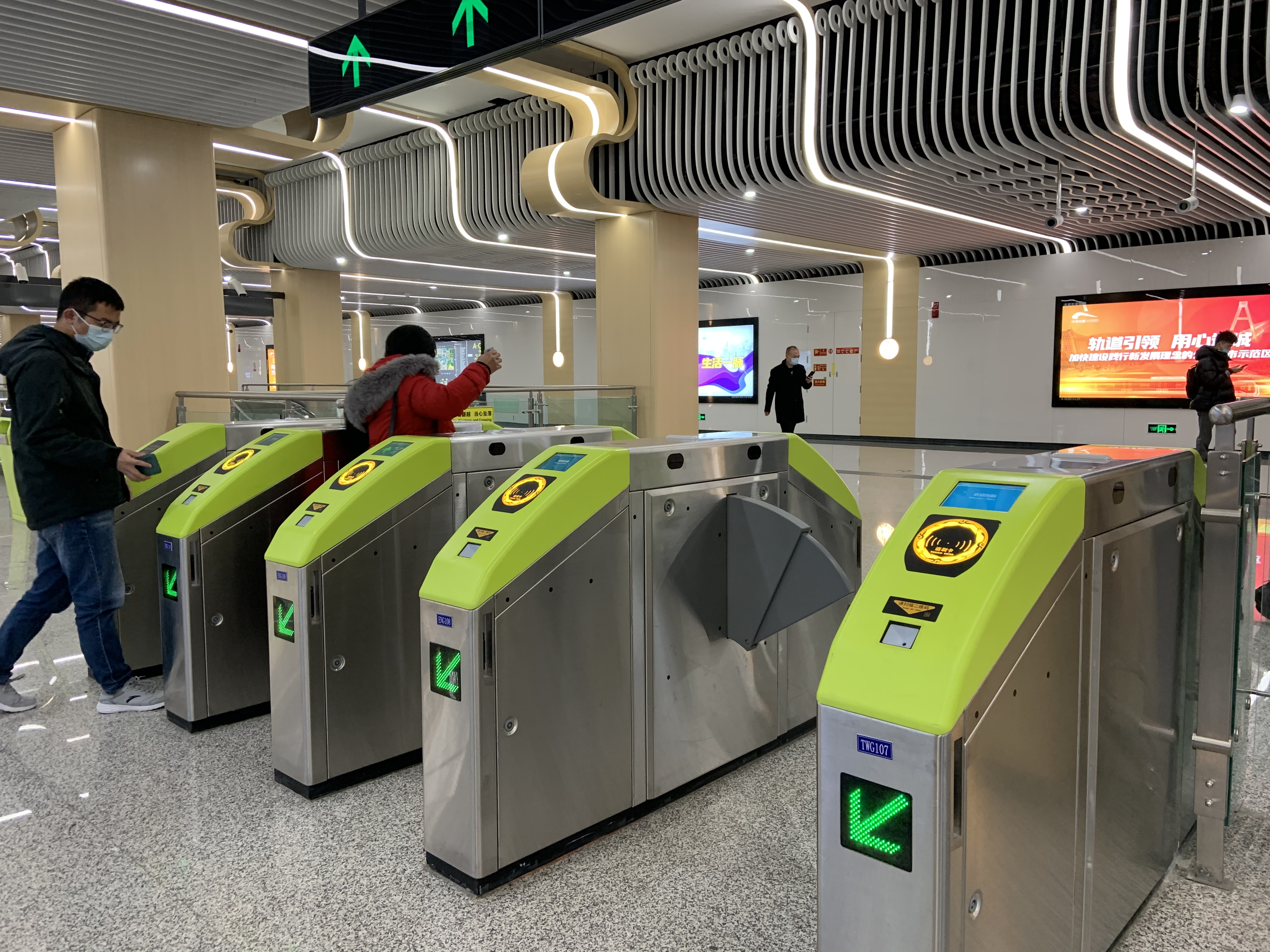
8号线主题色闸机

8号线一期全线共设5座重点艺术站和20座一般艺术站。由于线路经过成都理工大学、东郊记忆、沙河、四川大学、玉林等众多文化、教育片区和音乐文创产业聚集地带，故以“音乐地铁，国际文创”为全线车站设计主题。
北段（十里店-永丰）一般艺术站以“传统国韵”为主题，用中国传统乐器作为各站装修基调；南段（莲花-九兴大道）一般艺术站则以“西洋律动”为主题，将西方代表性乐器植入车站装饰。五线谱、波浪形天花板等元素则贯穿整条线路，强化了8号线的音乐基因。
5座重点艺术站则分别以“风华正茂”、“玉林百态”、“人文百年”、“工业新音”、“蜀地绝响”为设计主题，体现了川大江安校区站、芳草街站、川大望江校区站、东郊记忆站和理工大学站独特的站点区域文化特征。

## 车辆

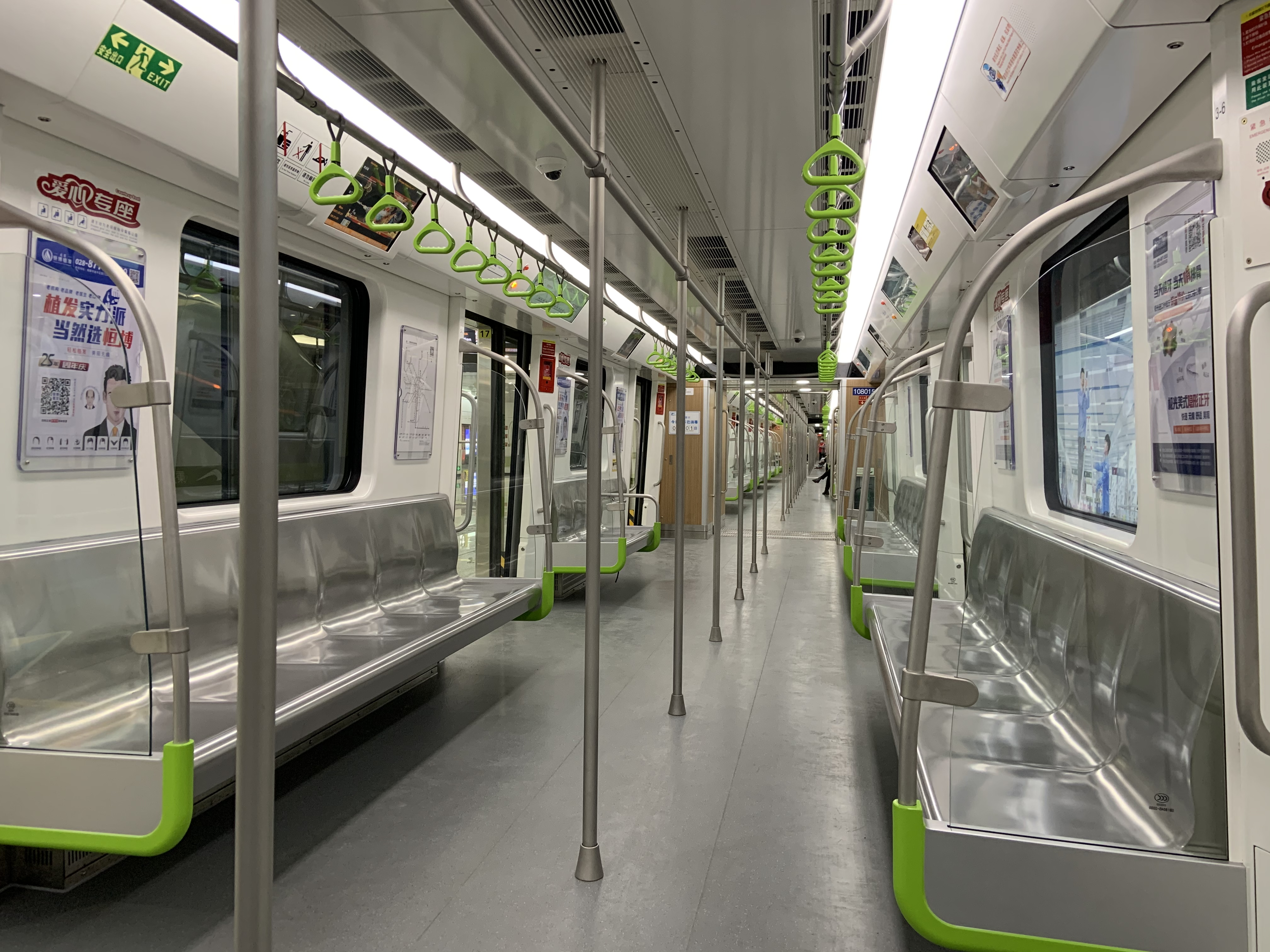
8号线列车内部

成都地铁8号线列车为6节A型车编组，共计43列。列车全长140米、宽3米、定员1904人、最大载客量2564人。8号线列车由中车长春轨道客车设计制造，列车头型与5号线列车类似。车体采用轻量化铝合金材质，单节车厢重36.5吨，较一般A型地铁单节车厢轻1.15吨；整车维护以太网系统、“无法动车典型故障”提示功能和智能调温空调系统也被搭载在车上。列车以“传承巴蜀文明，发展天府文化”为设计理念，对车体采用白色与草绿色为主色调的设计。车内座椅具有防止乘客滑动的凹坑设计，车门上方LCD显示屏、车厢端头LED走字屏和木纹装饰等成都地铁车辆常用内饰元素也被保留。

## 未来发展

### 机场支线（已取消）
8号线曾规划自文星站引出支线前往双流机场，设置通关路站、航枢大道站（换乘30号线）和双流机场2航站楼站（换乘10号线、19号线二期）3座车站。但在后续规划中，此支线被取消，并将原定与机场支线换乘的30号线调整延伸至双流机场2航站楼站。

### 8号线三期工程
8号线三期工程计划从二期工程东北段终点桂龙路站向东北方向延伸至石板滩，设车站3座。

### 未来规划换乘站
- 桂龙路：8号线 S12号线
- 同乐：8号线 9号线
- 杉板桥：8号线 12号线
- 圣灯公园：8号线，出站换乘人民塘站：17号线
- 十里店：8号线 32号线
- 净居寺：8号线 13号线
- 东光：8号线 6号线，出站换乘 11号线 规划东光南站
- 川大望江校区：8号线 23号线
- 倪家桥：8号线 1号线 18号线
- 永丰：8号线 16号线
- 石羊：8号线 29号线，未來計劃與 30号线 石羊东合併
- 珠江路：8号线 30号线 33号线
- 文星：8号线 15号线
- 龙港：8号线 14号线 19号线